# Pierre Louis Ginguené

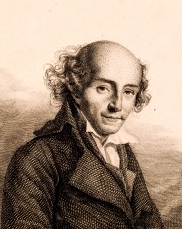
Porträt Ginguenés von Henri-Pierre Danloux

Pierre Louis Ginguené (* 25. April 1748 in Rennes; † 16. November 1816 in Paris) war ein französischer Literarhistoriker, Kritiker und Diplomat.
Pierre Louis Ginguené wurde durch sein Gedicht La confession de Zulmé sowie durch kritische Aufsätze in verschiedenen Zeitschriften bekannt.
Die Französische Revolution unterstützte er durch sein Blatt Feuille villageoise, das er 1791–94 redigierte. Seine gemäßigte Gesinnung brachte ihn 1793 ins Gefängnis, und nur der Sturz Maximilien de Robespierres rettete ihm das Leben.
Er wurde dann Mitglied und Direktor der Kommission für den öffentlichen Unterricht und wurde 1795 zum Mitglied der Académie des Inscriptions et Belles-Lettres  gewählt. Gleichzeitig gründete und redigierte er die Décade philosophique, die später den Titel Revue annahm und 1807 mit dem Mercure de France vereinigt wurde.
1798 war er für sieben Monate Gesandter in Turin, Piemont, 1799 Mitglied des Tribunats, wurde aber 1802 wegen seiner Opposition wieder ausgeschlossen.
Sein Hauptwerk, eine Literaturgeschichte Italiens (Histoire littéraire d’Italie, Paris 1811–24, 9 Bde.), lehnt sich an Girolamo Tiraboschi an; die beiden letzten Bände sind zur Hälfte von Francesco Salfi, der noch einen zehnten Band hinzugefügt hat, um das Werk bis zum 17. Jahrhundert zu ergänzen.
Außer seinen Beiträgen zur Encyclopédie méthodique zur Biographie universelle etc. schrieb er die komische Oper Pomponin (1777). Weitere Werke:
- La satire des satires (1778);
- Leopold (1787);
- Éloge de Louis XII  (1788);
- De l’autorité de Rabelais dans la révolution présente, et dans la constitution civile du clergé, ou Institutions royales, politiques et ecclésiastiques, tirées de Gargantua et de Pantagruel. (Paris: En Utopie, De l’imprimerie de l’abbayo de Thélème, 1791. – Neuer Abdr. 1879), eine interessante Zusammenstellung aus Rabelais’ Werken;
- Lettres sur les Confessions de J. J. Rousseau. Paris: Barois, 1791.
- De M. Necker, et de son livré intitulé: De la révolution française. Paris 1797.
- Notice sur la vie et les ouvrages de Nicolas Picinni. Paris 1800.
- Fables nouvelles (1810);
- Fables inédites (1814) u. a.